# Ministère de l'Enseignement supérieur (Espagne)
Pour les articles homonymes, voir Ministère de l'Enseignement.
Le ministère de l'Enseignement supérieur (en espagnol : Ministerio de Universidades) est le département ministériel responsable de l'enseignement supérieur en Espagne entre 2020 et 2023.

## Missions

### Fonctions
Le ministère est responsable de la proposition et la mise en œuvre des politiques gouvernementales en matière d'établissements d'enseignement supérieur et d'activités qui leur sont propres.

### Organisation
Le ministère de l'Enseignement supérieur s'organise de la façon suivante,,,, :
- Ministre de l'Enseignement supérieur (Ministro de Universidades) ; 
  - Secrétariat général de l'Enseignement supérieur (Secretaría General de Universidades) ;
  - Sous-secrétariat de l'Enseignement supérieur (Subsecretaría de Universidades)
    - Secrétariat général technique.

## Histoire
Le ministère est créé le 13 janvier 2020, lors de la formation du second gouvernement du socialiste Pedro Sánchez. Il en confie la direction au sociologue Manuel Castells, sans affiliation partisane mais proposé par le parti Catalogne en commun (CeC). La création d'un département séparé du ministère de la Science est critiquée par les principaux responsables universitaires espagnols. Lors de sa prise de fonction le 13 janvier, Castells s'associe à ces critiques, se disant en désaccord avec la création de son ministère puisque « l'enseignement supérieur a un lien intrinsèque avec la science et l'innovation » mais précisant que « c'est une chose qu'il y ait deux ministères, et une autre que nous puissions collaborer et mener les politiques ensemble ».
Le ministère est à nouveau fusionné à celui de la Science et de l'Innovation lors de la formation du troisième gouvernement de Pedro Sánchez en novembre 2023, pour former le ministère de la Science, de l'Innovation et de l'Enseignement supérieur. Lors de la cérémonie de passation des pouvoirs, le ministre sortant Joan Subirats confirme les propos tenus par son prédécesseur quatre ans plus tôt. La fusion est accueillie positivement par les responsables universitaires espagnols.

## Titulaires
| Nom                                                                                                 | Nom             | Dates du mandat | Dates du mandat | Parti       | Gouvernement(s) |
| --------------------------------------------------------------------------------------------------- | --------------- | --------------- | --------------- | ----------- | --------------- |
| | Manuel Castells | 13/01/2020      | 20/12/2021      | Indépendant | Sánchez II      |
| | Joan Subirats   | 20/12/2021      | 21/11/2023      | CatComù     | Sánchez II      |
| Dans l’intervalle entre deux mandats, le ministre sortant assure la gestion des affaires courantes. |                 |                 |                 |             |                 |